# Organización de Combate de los Anarco-Comunistas
La Organización de Combate de Anarco-Comunistas (en ruso: Боевая организация анархо-коммунистов, romanizado: Boyevaya organizatsiya anarkho-kommunistov; BOAK) es una organización anarcocomunista clandestina de Europa del Este. Su objetivo es la revolución social y la consecución de una sociedad socialista libertaria. Se basan en una estructura de células de acción no centralizadas y vínculos de afinidad con otras organizaciones del mismo espectro político. Según The Insider, el grupo se ha convertido en "la fuerza 'subversiva' más activa" en Rusia desde el comienzo de la invasión rusa de Ucrania en 2022.

## Historia
El blog del partido ha estado activo al menos desde septiembre de 2020. En sus entrevistas, los miembros del grupo destacaron que la organización ha existido durante años en Europa del Este antes de que decidiera participar de manera pública tras el inicio de la guerra en Ucrania. Los sitios web y los canales de Telegram "Anarchist Fighter", afiliados a la Organización de Combate Anarco-Comunistas, se mantienen vigentes desde 2018.

### Invasión rusa de Ucrania desde el 2022
La organización ganó notoriedad durante la invasión rusa de Ucrania en 2022 con acciones diseñadas para interrumpir la logística del ejército ruso en la Federación Rusa y Bielorrusia, organizando sabotajes, incendios en las oficinas de registro y alistamiento militar y ataque a las líneas ferroviarias de ambos países.  “La guerra en Ucrania, desatada por el estado ruso, es una terrible tragedia, pero la guerra creó oportunidades para que la minoría revolucionaria, a través de acciones partidistas, profundizara la crisis del sistema”, - dijo el vocero de BOAK en la entrevista para I-noticias.
El 2 de enero de 2023, el medio periodístico independiente Popular Front realizó un video reportaje entrevistando a dos de sus miembros e indagando sobre el incremento de acciones de sabotaje a las cadenas de suministro rusas durante la invasión, que para este año habían ascendido a más de 80.
Con motivo de la amenaza de golpe de Estado suscitada por el desacato de la organización de paramilitar Grupo Wagner tras múltiples desencuentros con el gobierno Ruso en junio de 2023, la BOAK participa de un dossier de emergencia público, proponiendo un análisis de la coyuntura política y animando la acción. El documento fue presentado en conjunto con otras organizaciones y personalidades de la disidencia política local.